# Lac Kibbie
Le lac Kibbie (en anglais : Kibbie Lake) est un lac américain dans le comté de Tuolumne, en Californie. Il est situé à 1 986 mètres d'altitude au sein de la Yosemite Wilderness, dans le parc national de Yosemite.